# Sara Alzetta

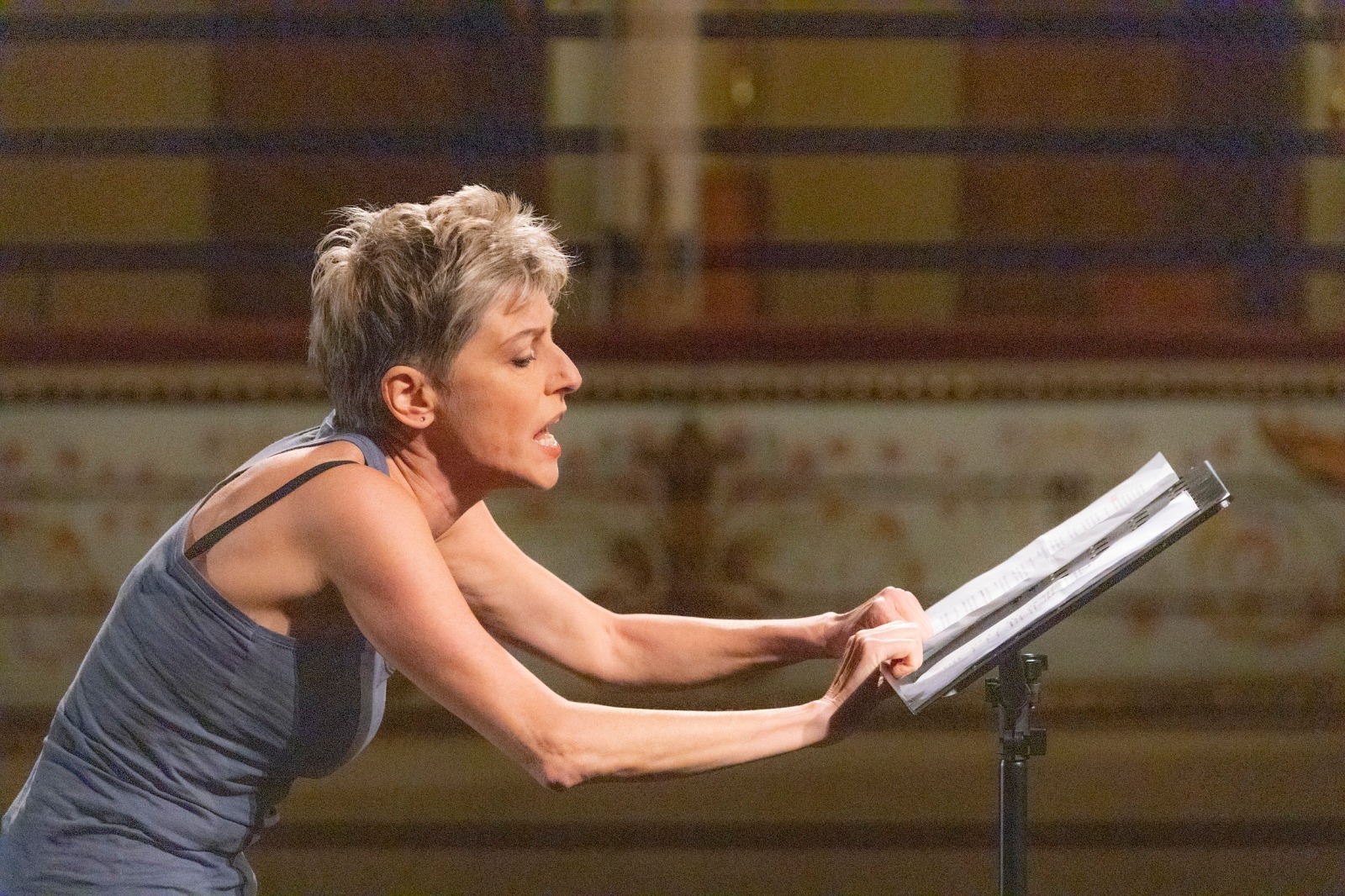
Sara Alzetta nel 2021 al teatro Comunale di Ferrara

Sara Alzetta (Trieste, 13 aprile 1965) è un'attrice italiana.

## Biografia
Laureatasi in Filosofia presso l'Università degli Studi di Trieste, si forma presso le scuole teatrali del Piccolo di Milano e dell'Accademia d'Arte Drammatica Silvio D'Amico di Roma. Nel corso della sua carriera, ha lavorato prevalentemente a Milano (Giorgio Strehler), Torino (Massimo Castri, Davide Livermore, Josè Caldas), Roma (Egisto Marcucci, Armando Pugliese, Marco Mattolini), Verona (Gianfranco De Bosio), Napoli (Toni Servillo, Alfonso Postiglione), in Sicilia (Giuseppe Dipasquale, Beno Mazzone, Lia Chiappara), a Gorizia (Walter Mramor) e Trieste esibendosi nell'operetta (Gino Landi, Maurizio Nichetti, Damiano Michieletto, Federico Tiezzi) e in altre opere di prosa principalmente al Politeama Rossetti, al Teatro Miela, al Teatro La Contrada e all'Hangar.
Debutta nel 1990 in Faust (frammenti) di J. W. Goethe e l'anno seguente interpreta il personaggio di Beatrice in Arlecchino servitore di due padroni di Carlo Goldoni, entrambe sotto la regia di Giorgio Strehler al Piccolo Teatro di Milano.
Nel 1992 è Ilona in Anatol di Schnitzler con la regia di Nanni Garella e due anni più tardi interpreta Erminia nello spettacolo Shakespeare con testi di William Shakespeare diretto da Marco Mattolini. Insieme ai ruoli drammatici esplora altri generi, interpretando la protagonista Betia nella commedia La Betìa di Ruzante, regia di Gianfranco De Bosio nel 1994 e Egisto e Apollo nell'Orestea di Eschilo per la regia di Giuseppe Dipasquale due anni dopo.
Prosegue la sua carriera sotto la direzione di Giancarlo Cobelli, Walter Manfrè (Il vizio del cielo di Marina Moretti, La confessione), Gianfranco De Bosio (La betìa e La vaccaria, opere entrambe di Ruzzante), Armando Pugliese (Estate e fumo e Il Tartufo), Massimo Castri (John Gabriel Borkman), Alessandro Marinuzzi (Destis).
Nel 2005 impersona Cinzia nello spettacolo Il Lavoro Rende Liberi sotto la guida di Toni Servillo, sui due testi Scandisk e Defrag di Vitaliano Trevisan e al Festival di Lubiana è performer in Continental Breakfast di Emanuela Marassi.
Nel 2008 ricopre il ruolo di protagonista in Il condominio degli uccelli, regia di Alberto Comandini.
Nel 2012 interpreta Benigna ne La casa nel vento dei morti, regia di Francesco Campanini.
Dal 2014 porta in scena i monologhi La guerra di Fannie e Anita (2014) dove parla delle difficoltà economiche ed occupazionali del primo dopoguerra e la Guardiana dei sogni, variazioni su Leonor Fini (2017), di Corrado Premuda e regia di Alessandro Marinuzzi, al Civico Museo Revoltella sulla vita e le opere della scrittrice Leonor Fini. 
Sempre nel 2014 nel giardino del Civico Museo del Mare porta in scena lo spettacolo L’avventura del piroscafo Trieste di Pietro Spirito.
Nel 2017 inaugura l'attività del Ridottino del Teatro Miela di Trieste con la pièce La Maria Farrar di Manlio Marinelli.
Sempre nel 2017 si esibisce, con Daniela Gattorno, in Le parole di Natalia in occasione del centenario della nascita di Natalia Ginzburg. Nel 2019 interpreta Il sogno del barone, di cui è autrice, a 150 anni dalla morte del barone Pasquale Revoltella e dell'apertura del Canale di Suez.
Il 2018 la vede impegnata nella rappresentazione al Teatro Miela di Trieste di Lampedusa beach di Lina Prosa. Inoltre, per l'ERPAC di Gorizia, a palazzo Attems, porta in scena Rivoluzione! in occasione del centenario della rivoluzione di ottobre.
Nel 2020, anno del centenario della nascita di Primo Levi e del centocinquantesimo anniversario della Tavola periodica di Dimitri Mendeleev porta in scena Levi in tavola - periodica -.
Nel 2021, in collaborazione con la Regione Friuli Venezia Giulia e la Stazione Rogers, allestisce Dante hub che viene rappresentato più volte a Trieste e a Pordenone. Sempre nel 2021 assieme a Ariella Reggio, presenta al La Contrada di Trieste l'opera Affamati, di cui è autrice. Inoltre è l'autrice ed interprete di L'amore e l'altre stelle, opera NFT presente nella galleria virtuale SupeRare.com.
Nel 2022, centenario della pubblicazione de L’Ulisse di James Joyce, porta in scena oh disse ah di Enrico Terrinoni, con Moni Ovadia nel ruolo di Molly Bloom. Sempre nel 2022 vince a Roma il premio Rostagno per la migliore attrice e il premio speciale daSud.
Nel 2023 porta in scena per Artisti Associati di Gorizia Fannie e Anita, di cui è anche autrice. Sempre nel 2023, per l’Ente Regionale Patrimonio Culturale, ha ideato e portato in scena a Palazzo Attems di Gorizia lo spettacolo Dive e marziani nell’ambito della mostra Italia Cinquanta - nascita di uno stile. Infine, nell'ambito di Abitare Hub, mette in scena Metafisica di una pompa di benzina di e con Sara Alzetta.

## Filmografia

### Cinema
- Falsa partenza, regia di Gabriele Iacovone – cortometraggio (1995)
- Appunti inutili - Virgilio Giotti, regia di Diego Cenetiempo e Daniele Trani – cortometraggio (2006)
- Il condominio degli uccelli, regia di Alberto Comandini (2008)
- Il solitario, regia di Francesco Campanini (2008)
- Sara, regia di Francesco Momberti – cortometraggio (2009)
- La casa nel vento dei morti, regia di Francesco Campanini e Francesco Barilli (2012)
- Bella addormentata, regia di Marco Bellocchio (2012)
- Rosa, regia di Katja Colja, con Lunetta Savino (2019)

### Televisione
- Solo per dirti addio, regia di Sergio Sollima – film TV (1992)
- Mio figlio, regia di Luciano Odorisio – film TV (2005)
- Sposami, regia di Umberto Marino (2012)
- Che Dio ci aiuti – serie TV, episodio 2x07 (2013)
- Un caso di coscienza – serie TV, episodio 5x01 (2013)
- Don Matteo – serie TV, episodio 9x04 (2014)
- La porta rossa – serie TV, 12 episodi (2017)

## Teatro
- Turandot di Giacomo Puccini, regia di Giancarlo Cobelli, Torre del Lago Puccini (1987)
- Faust di Johann Wolfgang von Goethe (frammenti 1 e 2), regia di Giorgio Strehler, Piccolo Teatro di Milano (1990)
- Il servitore di due padroni di Carlo Goldoni, regia di Giorgio Strehler, Piccolo Teatro di Milano (1991)
- La nostra anima di Alberto Savinio, regia di Egisto Marcucci, con Valeria Moriconi (1992)
- Anatol di Arthur Schnitzler, regia di Nanni Garella, con Roberto Sturno, Politeama Rossetti (1993)
- La confessione di Walter Manfrè, Festival di Taormina (1993)
- Il vizio del cielo di Marina Moretti, regia di Walter Manfrè, Teatro dell'Orologio di Roma (1993)
- Il thesoro di Luigi Groto, regia di Gabbris Ferrari, Teatro Sociale di Rovigo (1994)
- La Betìa di Ruzante, regia di Gianfranco De Bosio, Teatro romano di Verona e tournée estiva e invernale, tra cui Teatro Franco Parenti di Milano (1994)
- Orestea di Eschilo, regia di Giuseppe Dipasquale, sito archeologico di Gela (1996)
- Estate e fumo di Tennessee Williams, regia di Armando Pugliese (1997)
- Il Tartuffo di Molière, regia di Armando Pugliese (1998)
- Troilo e Cressida di William Shakespeare, regia di Maurizio Panici, Biennale, Ex Mattatoio di Roma (1999)
- John Gabriel Borkman di Henrik Ibsen, regia di Massimo Castri, Teatro Stabile di Torino (2002)
- Io e Annie di Woody Allen, regia di Alessandro Salines, Teatro La Contrada di Trieste (2003)
- Il borghese gentiluomo di Molière, regia di Marinella Anaclerio, Roma (2004)
- Processo a Volosca di Franco Vegliani, regia di Nino Mangano, Dramma Italiano di Fiume (2004)[20]
- Il lavoro rende liberi di Vitaliano Trevisan, regia di Toni Servillo, Teatro Stabile di Napoli (2005)
- La Vaccaria di Ruzante, regia di Gianfranco De Bosio, Piccolo Teatro di Milano, Dramma italiano, Fiume / Rijeka (2005)
- Destis di Corrado Premuda, regia di Alessandro Marinuzzi, Teatro Stabile di Trieste (2006)
- Il paese dei campanelli di Lombardo e Ranzato, regia di Maurizio Nichetti, Teatro Verdi di Trieste e Arena di Verona (2007)
- Il paese del sorriso di Franz Lehár, regia di Damiano Michieletto, Teatro Verdi di Trieste (2008)
- La vedova allegra di Franz Lehár, regia di Federico Tiezzi, Teatro Verdi di Trieste e Arena di Verona (2009)
- Italoamericana di Francesco Durante, regia di Davide Livermore (2011)[21]
- Le intermittenze della morte di José Saramago, regia di José Caldas, Torino e Porto (2012)[22]
- Ciro in Babilonia di Gioachino Rossini, regia di Davide Livermore, Rossini Opera Festival (2012)[23]
- L'italiana in Algeri di Gioachino Rossini, regia di Davide Livermore, Rossini Opera Festival (2013)[24]
- La guerra di Fannie e Anita (2014)
- La riunificazione delle due Coree di Joël Pommerat, regia di Alfonso Postiglione, Campania Teatro Festival (2015) e Torino, Roma e Napoli (2017)[25][26][27]
- Le parole di Natalia, tratto da Natalia Ginzburg, di Sara Alzetta, con Sara Alzetta e Daniela Gattorno (2016)
- La Maria Farrar di Manlio Marinelli, Teatro Miela di Trieste (2017)[28][28][29][30]
- La guardiana dei sogni, variazioni su Leonor Fini, di Corrado Premuda (2017)
- Lampedusa beach di Lina Prosa, Teatro Miela di Trieste (2018)
- Levi in tavola periodica, tratto da Il sistema periodico di Primo Levi (2019)
- Passio Christi di Michele Placido e Moni Ovadia, Teatro Comunale di Ferrara (2020)
- Fuga da Anticitera, con Sara Alzetta e Andrea Tabarroni, Il Verde e il Blu Festival, Spazio Volvo di Milano (2020)
- Dante hub, tratto dall'opera di Dante Alighieri, Stazione Rogers (2021)
- Affamati di e con Sara Alzetta e Ariella Reggio, Teatro La Contrada di Trieste (2021)
- Oh Disse Ah di Enrico Terrinoni, con Moni Ovadia, Sara Alzetta e Omar Makhloufi, Bloomsday, Trieste (2022)
- Fannie e Anita di e con Sara Alzetta, con Daniela Gattorno, artisti associati di Gorizia (2023)
- Dive e marziano di e con Sara Alzetta, Sala Attems di Gorizia (2023)
- Metafisica di una pompa di benzina di e con Sara Alzetta, Stazione Rogers (2023)

## Riconoscimenti
- 2022 Premio teatrale Mauro Rostagno nelle categorie Miglior attrice e Premio Giuria popolare della IV edizione del Premio, Roma[31]